# Табора (Молдова)
Табора, Табэра (рум. Tabăra) — село в Оргеевском районе Молдавии. Наряду с сёлами Ватич и Курки входит в состав коммуны Ватич.

## География
Село расположено на высоте 168 метров над уровнем моря.

## Население
По данным переписи населения 2004 года, в селе Табэра проживает 1024 человека (499 мужчин, 525 женщин).
Этнический состав села:
| Национальность | Число жителей | Процентный состав |
| -------------- | ------------- | ----------------- |
| молдаване      | 986           | 96,29             |
| румыны         | 28            | 2,73              |
| русские        | 8             | 0,78              |
| украинцы       | 1             | 0,1               |
| гагаузы        | 1             | 0,1               |
| Всего          | 1024          | 100 %             |